# Decoy (série télévisée)
Pour les articles homonymes, voir Decoy.
Decoy (coréen : 미끼, Mikki), également connue sous le titre de The Bait, est une série télévisée sud-coréenne en 12 épisodes de 55 minutes, réalisée par Kim Hong-sun.

## Synopsis
Un escroc, No Sang-cheon, est à la tête d'une immense arnaque financière qui a impactée des milliers de victimes. Recherché par l'ensemble de la Corée, il perd la vie en voulant quitter le territoire.
Près d'un décennie s'est écoulée. Gu Do-han, un ancien avocat devenu détective, enquête sur un meurtre sordide où toutes les preuves semblent converger vers un unique suspect : No Sang-cheon, supposément mort depuis des années ! La fraude du passé a-t-elle un lien avec le crime du présent ? No a-t-il bel et bien expiré lors de sa fuite vers la Chine ? Que s'est-il vraiment passé lors des événements tragiques survenus il y a huit ans ?
Épaulé par la journaliste Cheon Na-yeon, Do-han ne tarde pas à être obnubilé par cette affaire qui ébranle toutes ses certitudes...

## Distribution

### Personnages principaux
- Jang Geun-suk : Gu Do-han
- Heo Sung-tae : No Sang-cheon
- Lee Elijah : Cheon Na-yeon

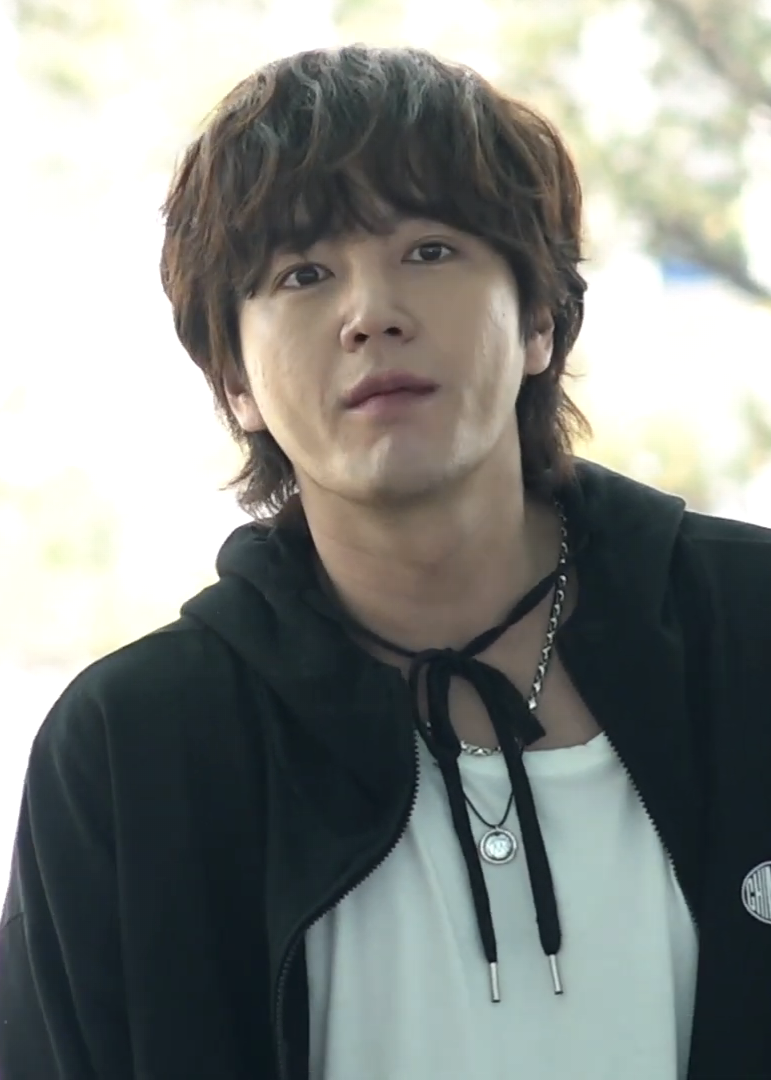
Jang Geun-suk campe l'inspecteur Gu Do-han.
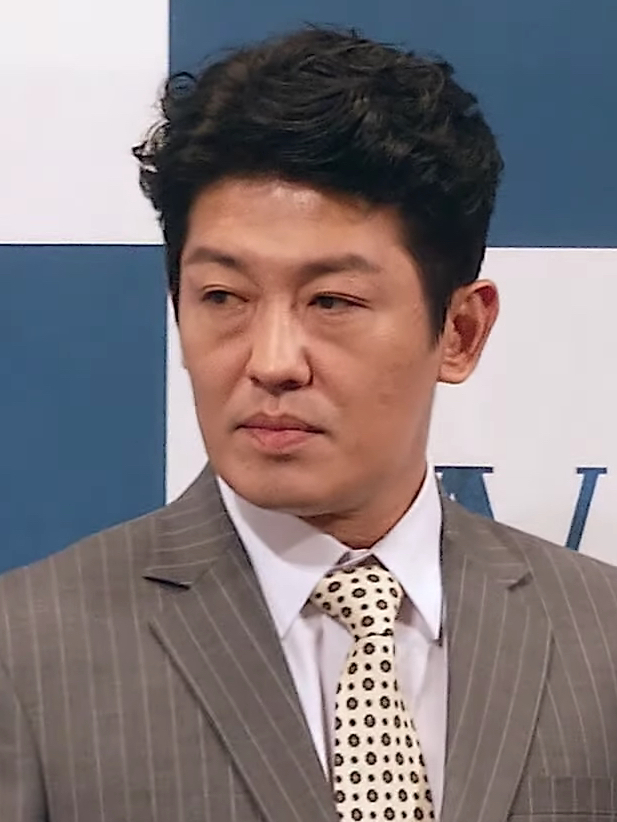
Heo Sung-tae incarne l'escroc No Sang-cheon.
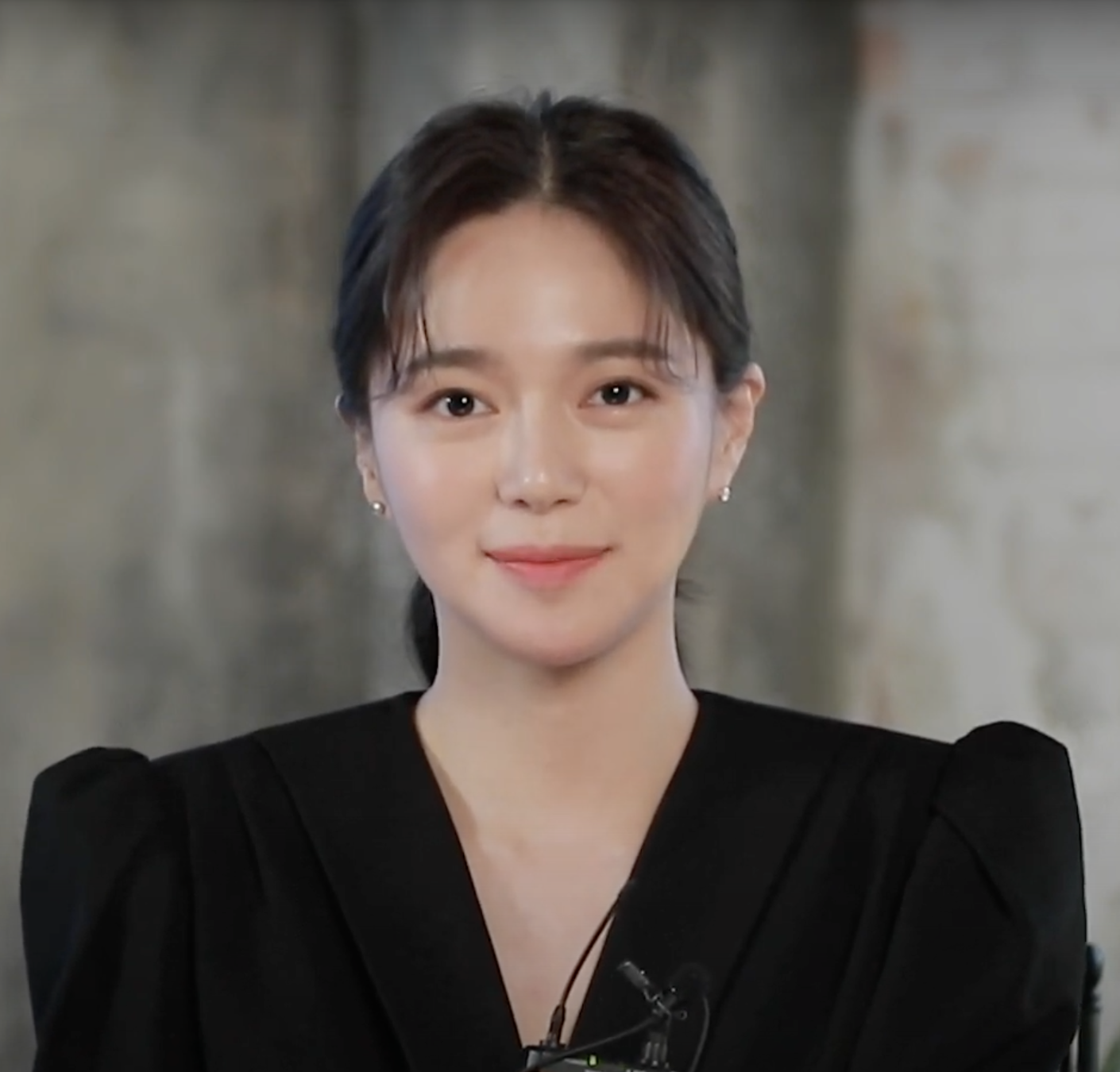
Lee Elijah interprète la journaliste Cheon Na-yeon.

### Personnages secondaires
- Park Myeong-hoon : Song Young-jin
- Oh Yeon-a : Jung So-ram
- Jeon Jae-hong : Park Kyung-dong
- Lee Seung-joon : Lee Byung-jun
- Seo Jung-yeon : Yoo Ok-nam
- Lee Won-jong : Kim Yeon-gwang
- Woo Hyeon : Kim Sang-bong
- Park Sung-yeon : Han Da-jung
- Lee Seung-bi : Mme Cheongju
- Son In-yong : Jeon Do-sik
- Kim Tae-hyeong : Jung Jae-hwang

## Production
Decoy réunit le réalisateur Kim Hong-sun (Money Heist : Korea – Joint Economic Area) et le scénariste Kim Jin-wook (Le Parfum du mensonge).
Le drama est accessible légalement dans plus de 180 pays. Il est scindé en deux parties : la première est diffusée en janvier 2023 ; la seconde en avril de la même année.